# Głuchołazy
Głuchołazy este un oraș în Polonia.

## Personalități născute aici
- Michał Bajor (n. 1957), actor, cântăreț, compozitor.